# Maria Mercè Roca
Maria Mercè Roca i Perich (Portbou, 19 de julio de 1958) es una escritora y política española. Fue diputada en el Parlamento de Cataluña por Esquerra Republicana de Cataluña de 2003 a 2010 y desde 2015 concejala del Ayuntamiento de Gerona por el mismo partido. El 2022 fue nombrada degana de la Institució de les Lletres Catalanes.

## Biografía
Nacida en el seno de una familia obrera, de joven marchó a estudiar a Gerona, donde acabaría fijando su residencia. A pesar de no completar los estudios de Filología Catalana, ejerció muchos años la docencia del catalán. A mediados de la década de 1980 se incorporó al panorama literario ganando el premio Víctor Català. Continuaría la actividad literaria con una abundante producción de cuentos, novelas y el guion del serial televisivo Secrets de família, emitido por TV3. Su carrera no ha estado exenta de reconocimientos, en forma de premios literarios y de traducciones de sus obras al español, al vasco, al francés, al alemán y al neerlandés.
Después de varios años de siencio, en 2018 regresó a la literatura con la publicación del libro de cuentos Nosaltres, les dones, estructurado en seis apartados que cree son las edades de la vida de la mujer aunque -considera- son muy difíciles de definir.

### Trayectoria política
Fue diputada al Parlamento de Cataluña desde 2003 hasta 2010, los tres primeros años con la Associació Catalunya 2003, integrada en Esquerra Republicana de Catalunya.
Fue una de las impulsoras en 2006 de la plataforma "Sobirania i Progrés".
En las elecciones municipales de 2015 fue candidata a la alcaldía de Gerona por ERC y fue concejala y portavoz de ERC-MES. En abril de 2018 anunció que no se presentará a las elecciones municipales de 2019 por falta de confianza en la ejecutiva local aunque -aseguró- mantenía el compromiso con el partido.

## Obras

### Narrativa breve
- 1986 Ben Estret
- 1986 Sort que hi ha horitzó
- 1987 El col·leccionista de somnis
- 1988 La veu del foc
- 1988 Capitells
- 1994 L'escrivent i altres contes
- 2001 Contes personals: Tria a cura de Carles Cortès
- 2006 Kenitra
- 2018 Nosaltres les dones. Libro de cuentos[2]
- 2020  Al final t’agradaré (Rosa dels Vents).[5]

### Novela
- 1987 Els arbres vençuts
- 1987 El present que m'acull
- 1988 Perfum de nard
- 1988 Com un miratge
- 1990 La casa gran
- 1990 Temporada baixa
- 1992 Greuges infinits
- 1993 Cames de seda
- 1998 L'àngel del vespre
- 1999 Temps de perdre
- 2000 Delictes d'amor
- 2002 Una mare com tu
- 2003 L'últim tren
- 2005 Els dies difícils
- 2011 Bones intencions

### No ficción
- 2001 El món era a fora (entrevistas)
- 2005 Coses que fan que la vida valgui la pena

## Premios
- 1985 Premio Mercè Rodoreda de cuentos y narraciones por Sort que hi ha l'horitzó
- 1987 Premio Josep Pla por El present que m'acull
- 1992 Premio Sant Jordi de novela por Cames de seda
- 2000 Premio Ramon Llull de novela por Delictes d'amor
- 2012 Premio Barcanova por Mil revolts

| Predecesor: Maria de la Pau Janer | Premio Ramon Llull de novela 2000 | Sucesor: Baltasar Porcel |